# Kamulyan (Manonjaya)
Kamulyan is een bestuurslaag in het regentschap Tasikmalaya van de provincie West-Java, Indonesië. Kamulyan telt 4669 inwoners (volkstelling 2010).